# KFNB IIIc
| KFNB IIIc / kkStB 27 / ČSD 354.5 / MÁV 331 / JDŽ 112 | KFNB IIIc / kkStB 27 / ČSD 354.5 / MÁV 331 / JDŽ 112                                 | KFNB IIIc / kkStB 27 / ČSD 354.5 / MÁV 331 / JDŽ 112                                 |
| ---------------------------------------------------- | ------------------------------------------------------------------------------------ | ------------------------------------------------------------------------------------ |
|                                                      |                                                                                      |                                                                                      |
| Technische Daten                                     |                                                                                      |                                                                                      |
| Nummerierung:                                        | KFNB IIIc 801–811 kkStB 27.01–11 ČSD 354.501–511 MÁV 331,001–010 JDŽ 112-001         | KFNB IIIc 801–811 kkStB 27.01–11 ČSD 354.501–511 MÁV 331,001–010 JDŽ 112-001         |
| Anzahl:                                              | KFNB: 11 kkStB: 11 (von KFNB) ČSD: 11 (von kkStB) MÁV: 10 (von ČSD) JDŽ: 1 (von MÁV) | KFNB: 11 kkStB: 11 (von KFNB) ČSD: 11 (von kkStB) MÁV: 10 (von ČSD) JDŽ: 1 (von MÁV) |
| Hersteller:                                          | Wr. Neustadt                                                                         | Wr. Neustadt                                                                         |
| Baujahr(e):                                          | 1902–1903                                                                            | 1902–1903                                                                            |
| Ausmusterung:                                        | ČSD: 1949                                                                            | ČSD: 1949                                                                            |
| Nummernbereich:                                      | 801–807                                                                              | 808–811                                                                              |
| Bauart:                                              | 2'C n2                                                                               | 2'C n2                                                                               |
| Zylinderdurchmesser:                                 | 480 mm                                                                               | 480 mm                                                                               |
| Kolbenhub:                                           | 630 mm                                                                               | 630 mm                                                                               |
| Treibraddurchmesser:                                 | 1.500 mm                                                                             | 1.500 mm                                                                             |
| Laufraddurchmesser:                                  | 850 mm                                                                               | 850 mm                                                                               |
| Fester Radstand:                                     | 3.350 mm                                                                             | 3.350 mm                                                                             |
| Gesamtradstand:                                      | 6.850 mm                                                                             | 6.850 mm                                                                             |
| Gesamtradstand mit Tender:                           | 13.646 mm                                                                            | 13.646 mm                                                                            |
| Rohrheizfläche:                                      | 167,6 m²                                                                             | 167,6 m²                                                                             |
| Strahlungsheizfläche:                                | 11,30 m²                                                                             | 11,80 m²                                                                             |
| Rostfläche:                                          | 2,80 m²                                                                              | 2,90 m²                                                                              |
| Kesselüberdruck:                                     | 13 atm                                                                               | 13 atm                                                                               |
| Leermasse:                                           | 53,9 t                                                                               | 54,8 t                                                                               |
| Reibungsmasse:                                       | 41,7 t                                                                               | 41,0 t                                                                               |
| Dienstmasse:                                         | 60,1 t                                                                               | 60,4 t                                                                               |
| Tenderbaureihe:                                      | 75                                                                                   | 75                                                                                   |
| Dienstgewicht mit Tender:                            | 94,9 t                                                                               | 95,5 t                                                                               |
| Wasservorrat:                                        | 12,0 m³                                                                              | 12,0 m³                                                                              |
| Brennstoffvorrat:                                    | 4,7 m³ (Kohle)                                                                       | 4,7 m³ (Kohle)                                                                       |
| Länge:                                               | 10,214 m                                                                             | 10.834 mm                                                                            |
| Länge mit Tender:                                    | 16,846 m                                                                             | 17.466 mm                                                                            |
| Höhe:                                                | 4.530 mm                                                                             | 4.530 mm                                                                             |
| Höchstgeschwindigkeit:                               | 80 km/h                                                                              | 80 km/h                                                                              |

Die Dampflokomotivreihe KFNB IIIc war eine Personenzug-Schlepptenderlokomotivreihe der Kaiser Ferdinands-Nordbahn (KFNB).

## Geschichte
Die Wiener Neustädter Lokomotivfabrik lieferte von 1902 bis 1903 elf Stück dieser Lokomotiven der Bauart 2C.
Die KFNB gab den Maschinen der Reihe IIIc die Nummern 801–811.
Es gab zwei Lieferserien; die erste umfasste 7 Maschinen, die zweite 4.
Die beiden Serien unterschieden sich in Details, die in der Tabelle nachgelesen werden können.
Die Maschinen waren hauptsächlich auf der Strecke Prerau–Mährisch Ostrau eingesetzt.
Nach der Verstaatlichung der KFNB bildeten die Fahrzeuge bei den k.k. österreichischen Staatsbahnen (kkStB) die Reihe 27.
Nach dem Ersten Weltkrieg kamen alle Maschinen zu den Tschechoslowakischen Staatsbahnen (ČSD), die sie als Reihe 354.5 bezeichnete.
Die 354.507 wurde 1933 ausgeschieden.
Die restlichen Loks kamen 1939 zu den Ungarischen Staatsbahnen (MÁV), die sie mit 331,001–010 bezeichnete.
Nach dem Zweiten Weltkrieg kam eine Maschine als 112-001 zu den Jugoslawischen Eisenbahnen (JDŽ), eine verblieb möglicherweise der Deutschen Reichsbahn (DR), zwei den MÁV, die restlichen verbliebenen kamen zunächst zu den Polnischen Staatsbahnen (PKP) und kehrten dann wieder zu den ČSD zurück, die sie bis 1949 ausmusterten.